# Pelorus Sound
Il Pelorus Sound (in lingua māori Te Hoiere  è uno dei sound situati nella parte settentrionale dell'Isola del Sud in Nuova Zelanda. Fa parte della regione dei Marlborough Sounds.
Il braccio di mare si estende dal Mar di Tasmania ed è il più lungo e ampio della Nuova Zelanda. Comprende una superficie di 384,77 km² e si estende dalla cittadina di Havelock, poco distante dall'estuario del fiume Pelorus, per circa 56 km in direzione nord-nordest per congiungersi al Mar di Tasmania in corrispondenza delle isole Chetwode. Si suddivide in numerose baie e insenature formando diverse penisole e comprendendo alcune isole la principale delle quali è Maud Island.
Nelle insenature viene praticata la coltivazione delle ostriche e la pesca delle cozze verdi. Da un punto di vista turistico la zona presenta diverse possibilità di escursioni e in alcune baie più riparate (come la Baia di Penzance possibilità di balneazione).
Tra Ottocento e Novecento nel sound viveva Pelorus Jack, un grampo che era solito accompagnare le navi attraverso lo stretto di Cook.